# Диоксид-сульфид неодима
Диоксид-сульфид неодима — неорганическое соединение,
оксосоль неодима и сероводородной кислоты
с формулой Nd2O2S,
голубовато-белые кристаллы.

## Получение
- Сплавление стехиометрических количеств оксида и сульфида неодима в вакууме:

{\displaystyle {\mathsf {2Nd_{2}O_{3}+Nd_{2}S_{3}\ {\xrightarrow {1350^{o}C}}\ 3Nd_{2}O_{2}S}}}

## Физические свойства
Диоксид-сульфид неодима образует голубовато-белые кристаллы
тригональной сингонии,
пространственная группа P 3m1,
параметры ячейки a = 0,39498 нм, c = 0,67920 нм, Z = 1.